# Йозеф Сальм-Райффершайдт-Дік
Йозеф Франц Марія Антон Губерт Ігнац князь Сальм-Райффершайдт-Дік (нім. Joseph Franz Maria Anton Hubert Ignatz Fürst zu Salm-Reifferscheid-Dyck; 4 вересня 1773, Нойс, Німеччина — 21 березня 1861, Ніцца, Франція) — німецький ботанік, князь Сальм-Райффершайдт-Діка.

## Біографія

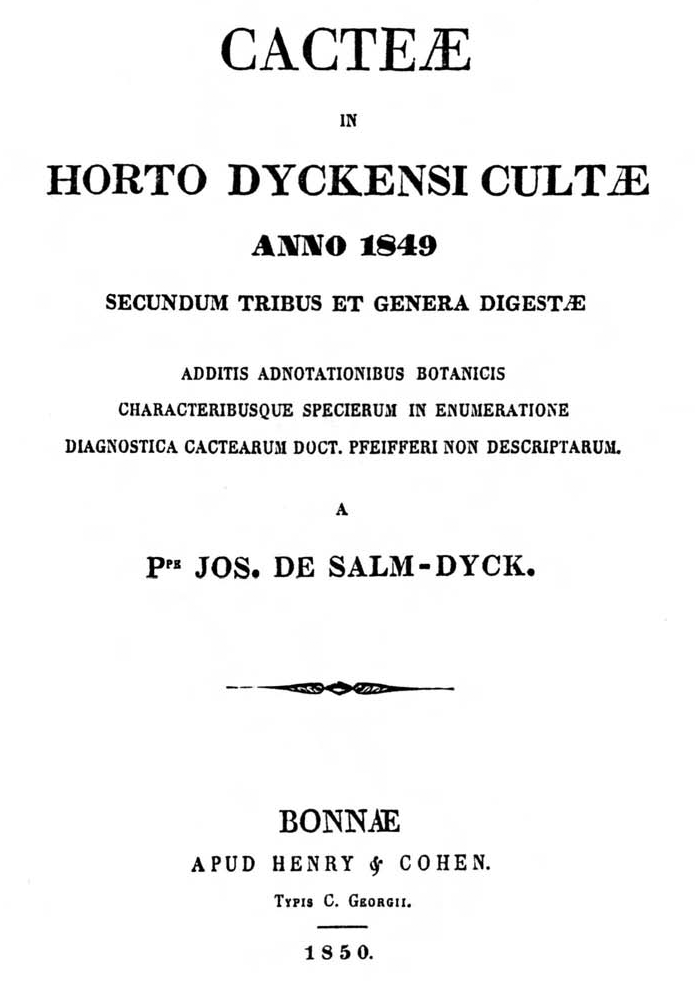
Титульна сторінка праці Й. Сальм-Діка «Cactaceae in horto Dyckensi cultae», видання 1849 р.

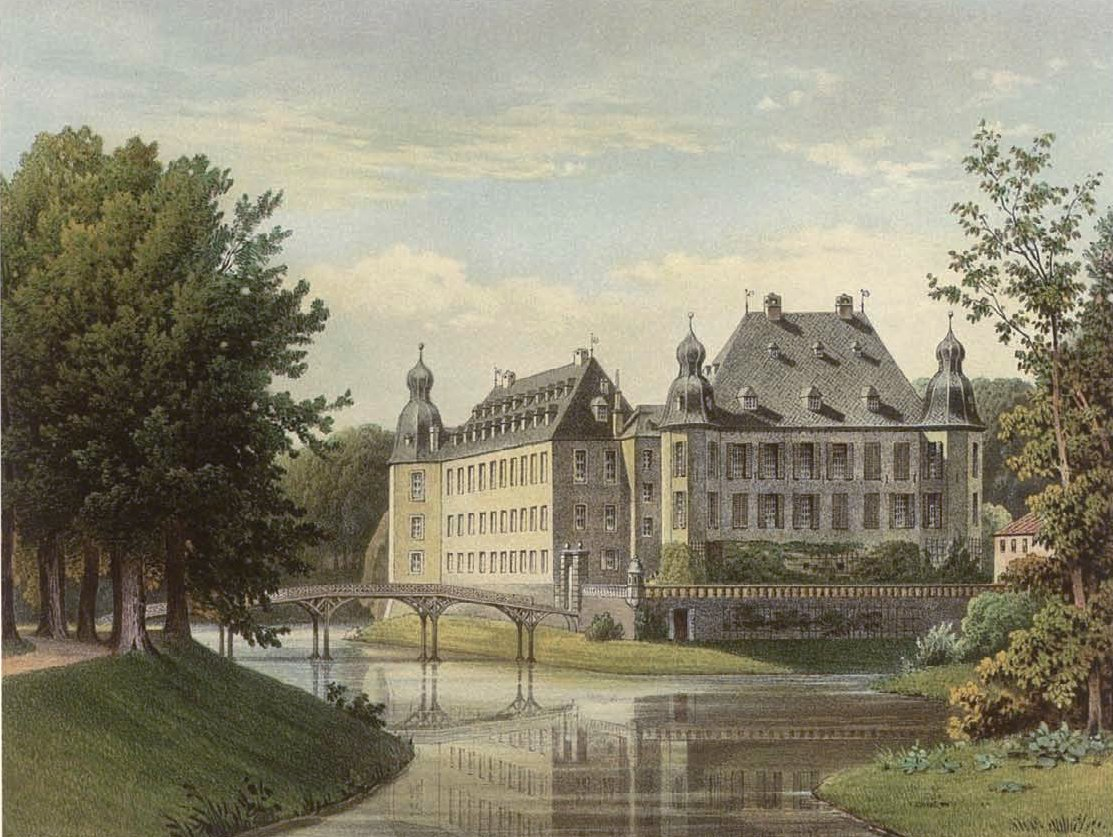
Вигляд замку Dyck, маєтку князя Сальм-Діка

Йозеф Сальм-Райффершайдт-Дік був одним з основоположників систематики кактусів. Після Ліннея він був другим автором систематизації кактусових, що збереглася до часів Шумана, автор 2 книг (на латині) про кактуси: «Hortus Dyckensis» і «Cactaceae in horto Dyckensi cultae».
Йозеф Сальм-Дік зібрав велику інформацію про сукулентні рослини, представлені у колекціях Ботанічних садів Берліна, Парижа, Відня і Мадрида. У своєму маєтку біля Дюссельдорфа він створив ботанічний сад, де розміщувалася величезна колекція, ілюстрований каталог якої («Hortus Dyckensis», 1834 р.) охоплював 7 468 видів, у тому числі близько 1 500 сукулентів, розділених на 20 родів. Його колекція продовжувала існувати і після його смерті у 1861 р., але не пережила Першої світової війни через нестачу мазуту для опалення.
Він підтримував тісні стосунки з багатьма відомими колекціонерами свого часу, зокрема з Фридрихом Хааге. Відомий художник професор П'єр-Жозеф Редуте (фр. Pierre-Joseph Redouté) малював зображення сукулентів на замовлення князя Сальм-Діка.

## Таксони, названі на честь Йозефа Сальм-Діка
На честь Йозефа Сальм-Діка названий вид ехіноцереусів Echinocereus salm-dyckianus Scheer 1856. Його ім'я носить також рід сукулентних рослин з родини бромелієвих Дікія (Dyckia) та інший рід з цієї ж родини Салмея (Salmea).